# Solums kommun
Solums kommun (norska: Solum kommune) var en kommun i Telemark fylke i sydöstra Norge. Kommunen omfattade den sydvästra delen av nuvarande Skiens kommun (ett område väster om staden Skien). Kyrkbyn Solum utgjorde kommunens centralort.

## Administrativ historik
Solums kommun upprättades den 1 januari 1838 (som Solum formannskapsdistrikt) när Formannskapslovene från 1837 trädde i kraft.
Den 1 juli 1916 överfördes ett bebott område (med 1 042 invånare) från Solums kommun till Skiens kommun.
Den 1 juli 1920 överfördes ett annat bebott område (med 1 614 invånare) från Solums kommun till Porsgrunns kommun.
Den 1 januari 1964 gick Solums kommun, tillsammans med Gjerpens kommun och en del av Holla kommun, upp i Skiens kommun. Kommunens hade då 13 706 invånare.
Den 1 januari 1968 överfördes delar av de tidigare kommunerna Gjerpen och Solum (med totalt 3 554 invånare) från Skiens kommun till Porsgrunns kommun.